# Арнолд Шьонберг
Арнолд Франц Валтер Шьонберг (на немски: Arnold Franz Walter Schoenberg, на български също и Шонберг) е австрийски композитор.
Известен е най-вече с модернистичните си приноси към музиката на ХХ век: създава музикалната система от 12 тона, наречена додекафония, и е сред първите композитори на атонална музика.

## Биография
Роден е на 13 септември 1874 г. в еврейския квартал на Виена Леополдщат. Майка му Паулина Наход (1848—1921), родена в Прага, е учителка по пиано. Баща му Самуил Шьонберг (1838—1889), роден в Пресбург (днес Братислава), е собственик на магазин.
От 8-годишна възраст започва уроци по цигулка и композира първите си произведения за този инструмент. Поради безпаричие обаче продължава музикалното си образование чак на 21-годишна възраст, когато композиторът Александър фон Землински открива таланта му, започва да го подпомага и обучава за известно време по контрапункт. Преди всичко обаче Шьонберг е автодидакт, както сам споменава в едно интервю.
Ранните творби на Шьонберг са повлияни от романтизма. Първото му успешно произведение е струнният секстет „Просветлена нощ“ от 1899 г. по творба на Рихард Демел, изпълнен в типичния за Вагнер хроматичен стил на кратки мотиви, които се развиват в постоянна градация. Този секстет е и най-често изпълняваната творба на Шьонберг; благодарение на нея той получава преподавателски пост в Консерваторията на Щерн в Берлин, където остава до 1903 г.
Между 1903 и 1907 г. Арнолд Шьонберг продължава експериментите си с хроматичната хармония; а от следващата година започва да пише атонална музика, овладява музикалния експресионизъм и придава директен израз на чувствата в творбите си. Шокира публиката с дисонанса в своите „Три пиеси за пиано“ и песенния цикъл „Книгата на висящите градини“. Но революционният му стил намира ученици и последователи сред композиторите в лицето на Густав Малер, Антон Веберн и Албан Берг, с които Шьонберг се е запознал още с връщането си във Виена през 1903 г. По този начин възниква т.нар. Втора виенска музикална школа (първата включва Моцарт, Хайдн, Бетховен).
През 1925 г. получава покана да преподава в Пруската академия на изкуствата, където остава до 1933 г., въпреки че от 1898 г. е последовател на лутеранската църква. Уволнен от нацистите заради еврейския си произход, Шьонберг заминава за Париж, откъдето емигрира за Лос Анджелис, САЩ. Там Шьонберг създава някои от най-значимите си творби: „Четвърти струнен квартет“, „Струнно трио“, „Концерт за цигулка“, „Ода за Наполеон“, „Оцелелият от Варшава“.
Преподава в Университета на Южна Калифорния и Калифорнийския университет в Лос Анджелис (1936-1944), оказвайки влияние върху цяло поколение млади американски композитори. Приема отново юдейската вяра и написва няколко религиозни музикални произведения, сред които музикален съпровод към еврейската молитва „Кол Нидре“ за равин, хор и оркестър, и недовършените: оратория „Стълбата на Яков“ и опера „Мойсей и Арон“. Умира в Лос Анджелис на 13 юли 1951 г.

## Творчество
- Streichquartett D-Dur zwei Violinen, Bratsche und Violoncello (1897)
- op. 1 Zwei Gesänge für eine Baritonstimme und Klavier (1898)
- op. 2 Vier Lieder für eine Singstimme und Klavier (1899)
- op. 3 Sechs Lieder für eine mittlere Singstimme und Klavier (1899–1903)
- op. 4 Verklärte Nacht, Sextett für 2 Violinen, 2 Violen und 2 Violoncelli (1899)
- Gurre-Lieder (1900–1911). Kantate für Soli, Chor und Orchester.
- op. 5 Pelleas und Melisande (nach dem Drama von Maurice Maeterlinck) Symphonische Dichtung für Orchester (1902–1903)
- op. 6 Acht Lieder für eine Singstimme und Klavier (1903–1905)
- op. 7 Quartett (d-Moll) für 2 Violinen, Viola und Violoncello (1904–1905)
- op. 8 Sechs Orchesterlieder (1903–1905)
- op. 9 & op. 9b 1 Kammersymphonie für fünfzehn Soloinstrumente (großes Orchester) (1906)

- op. 10 Zweites Quartett (fis-Moll) für zwei Violinen, Viola, Violoncello und eine Sopranstimme (1907–1908)
- op. 11 Drei Klavierstücke (1909)
- op. 12 Zwei Balladen für Gesang und Klavier (1907)
- op. 13 Friede auf Erden für gemischten Chor a cappella (1907)
- op. 14 Zwei Lieder für Gesang und Klavier (1907–1908)
- op. 15 15 Gedichte aus „Das Buch der hängenden Gärten“ von Stefan George für eine Singstimme und Klavier (1908–1909)
- op. 16 Fünf Orchesterstücke in der Originalfassung für großes Orchester (1909, revidiert 1922)
- op. 17 »Erwartung« Monodram in einem Akt, Dichtung von Marie Pappenheim (1909)
- Drei Stücke für Kammerensemble (1910)
- op. 18 »Die glückliche Hand« Drama mit Musik (1910–1913)
- op. 19 Sechs kleine Klavierstücke (1911)
- op. 20 »Herzgewächse« (Maurice Maeterlinck) für hohen Sopran, Celesta, Harmonium und Harfe (1911)

- op. 21 »Pierrot lunaire« (1912) für eine Sprechstimme, Klavier, Flöte (auch Piccolo), Klarinette (auch Bassklarinette), Geige (auch Bratsche) und Violoncello
- op. 22 Vier Lieder für Gesang und Orchester (1913–1916)
- Die Jakobsleiter (1915–22). Oratorium (Fragment)
- Die eiserne Brigade (1916). Marsch für Streichquartett und Klavier
- op. 23 Fünf Klavierstücke (1920–1923)
- op. 24 Serenade für Klarinette, Bassklarinette, Mandoline, Gitarre, Geige, Bratsche, Violoncello und eine tiefe Männerstimme (4. Satz: Sonett von Petrarca) (1920–1923)
- op. 25 Suite für Klavier (1921–1923)
- op. 26 Quintett für Flöte, Oboe, Klarinette, Horn und Fagott (1923–1924)
- op. 27 Vier Stücke für gemischten Chor (1925)
- op. 28 Drei Satiren für gemischten Chor (1925–1926)
- op. 29 Suite für Kleine Klarinette, Klarinette, Bassklarinette, Geige, Bratsche, Violoncello und Klavier (1925–1926)
- op. 30 Drittes Streichquartett (1927)
- op. 31 Variationen für Orchester (1926–1928)
- op. 32 »Von heute auf morgen« Oper in einem Akt (1928–1929)
- op. 33a & op. 33b Klavierstücke (1929/1931)
- op. 34 Begleitungsmusik zu einer Lichtspielscene (Drohende Gefahr, Angst, Katastrophe) (1929–1930)
- op. 35 Sechs Stücke für Männerchor (1929–1930)
- Suite im alten Stile (G-Dur) für Streichorchester (1934)
- op. 36 Concerto for Violin and Orchestra (1934–1936)
- op. 37 Fourth String Quartet (1936)
- Moses und Aron (1923–1937). Oper in 3 Akten (Fragment)
- op. 38 & op. 38b Kammersymphonie Nr. 2 (in es-Moll) für kleines Orchester (1906–1939)
- op. 39 Kol nidre für Sprecher (Rabbi), gemischten Chor und Orchester (g-Moll) (1938)
- op. 40 Variations on a Recitative for Organ (in D) (1941)
- op. 41 Ode to Napoleon Buonaparte (Lord Byron) for String Quartet, Piano and Reciter (1942)
- op. 42 Concerto for Piano and Orchestra (1942)
- op. 43a & op. 43b Theme and Variations for Full Band (Orchestra) (1943)
- op. 44 Prelude for Mixed Chorus and Orchestra (zur Genesis Suite, 1945)
- op. 45 String Trio (1946)
- op. 46 A Survivor from Warsaw for Narrator, Men's Chorus and Orchestra (1947)
- op. 47 Phantasy for Violin with Piano Accompaniment (1949)
- op. 48 Drei Lieder für tiefe Stimme (und Klavier) (1933)
- op. 49 Drei Volksliedsätze für gemischten Chor a cappella (1948)
- op. 50A Dreimal tausend Jahre für gemischten Chor a cappella (1949)
- op. 50B Psalm 130 for Mixed Chorus a cappella (six voices) (1950)
- op. 50C Moderner Psalm für Sprecher, gemischten Chor und Orchester (unvollendet) (1950)

Освен музикално, Арнолд Шьонберг оставя и книжовно наследство: теоретичните трудове „Теория на хармонията“ (1911), „Стил и идея“ (1950), както и кореспонденция с полемика за додекафонията.